# Mir redde Platt
Mir redde Platt est un festival linguistique qui a lieu une fois par an en Moselle, dans la commune de Sarreguemines depuis octobre 1999. Il a également lieu sous l'appellation Mir schwätze Platt dans la commune de Forbach depuis 2010,.
Sous-titré « festival de la langue francique et des langues de France », ce festival vise à promouvoir et à faire perdurer les dialectes germaniques qui sont traditionnellement parlés, depuis plusieurs siècles, dans la partie germanophone de la Lorraine. Il met également à l'honneur d'autres langues de France. Par exemple le basque en 2002 et le catalan en 2006.
Au début, cet évènement ne durait que quelques jours. Puis année après année, sa durée s'est allongée jusqu'à atteindre un mois. Jusqu'en 2015, il était en partie organisé avec le soutien de la région Lorraine.
Il inclut notamment des conférences, des expositions, des concerts et du théâtre. À Forbach, cet évènement est également parfois l'occasion d'inaugurer de nouvelles plaques de rues en Platt.

## Appellation
L'expression « Mir redde Platt » (en francique rhénan, parlé à Sarreguemines par exemple) et son équivalent « Mir schwätze Platt » de Forbach signifient « Nous parlons Platt ». Le terme germanique « Platt » peut se traduire en français par francique. Il est utilisé dans plusieurs dialectes d'Allemagne pour désigner un parler local : par exemple « Trierer Platt » est une appellation familière désignant le francique mosellan parlé dans la ville de Trèves (Trier).

## Historique du festival
- 2001 : du 19 au 21 octobre.
- 2002 : du 16 au 20 octobre.
- 2003 : du 6 au 12 novembre.
- 2004 : du 5 au 16 octobre.
- 2005 : du 4 au 16 avril.
- 2006 : du 31 mars au 13 avril.
- 2007 : du 23 mars au 15 avril.
- 2008 : du 27 mars au 26 avril.
- 2009 : du 18 mars au 4 avril.
- 2010 : du 18 mars au 10 avril.
- 2011 : du 17 mars au 21 avril.
- 2012 : du 9 mars au 13 avril.
- 2013 : du 15 mars au 20 avril.
- 2014 : du 19 mars au 19 avril.
- 2015 : du 13 mars au 17 avril.
- 2016 : du 11 mars au 2 avril.
- 2017 : du 15 mars au 6 avril.
- 2018 : du 20 mars au 20 avril.
- 2019 : du 19 mars au 7 avril.
- 2020 : du 24 mars au 7 avril.